# Керамика (футбольный клуб)
«Керамика» (порт.-браз. Cerâmica Atlético Clube) — бразильский футбольный клуб представляющий город Граватаи из штата Риу-Гранди-ду-Сул. В 2011 году клуб выступал в Серии D Бразилии.

## История
Клуб основан 19 апреля 1950 года, при заводе по производству керамики. Домашние матчи проводит на арене «Антонио Виейра Рамос», вмещающей 5 000 зрителей. Главным достижением «Керамики» является победа в Рекопе Сул-Бразилейра в 2010 году. В 2011 году клуб дебютирует в Серии D чемпионата Бразилии.

## Достижения
- Победитель Рекопы Сул-Бразилейра (1): 2010